# Laonome andamanensis
Laonome andamanensis är en ringmaskart som beskrevs av Fitzhugh 2002. Laonome andamanensis ingår i släktet Laonome och familjen Sabellidae. Inga underarter finns listade i Catalogue of Life.